# Been It
Been It è un singolo del gruppo musicale svedese The Cardigans, pubblicato nel 1996 ed estratto dall'album First Band on the Moon. 

## Tracce
- CD Promo (Svezia)

1. Been It (Censored Radio Edit) – 3:41

- 7" (Regno Unito)

1. Been It (Censored Radio Edit) – 3:41
2. Been It (Radio Edit) – 3:40

- 7" (USA)

1. Been It (Tee's Freeze Mix) – 6:59
2. Been It (Tee's Inhouse Vocal) – 6:15
3. Lovefool (Tee's Indeep Mix) – 7:56
4. Lovefool (Tee's Freeze Club) – 7:10

## Formazione
- Nina Persson – voce
- Peter Svensson – chitarra
- Magnus Sveningsson – basso
- Lars-Olof Johansson – tastiera
- Bengt Lagerberg – batteria, percussioni

## Classifiche
| Classifica (1996-97) | Posizione raggiunta |
| -------------------- | ------------------- |
| Regno Unito          | 56                  |